# Burg Liebenburg
Die Burg Liebenburg ist eine abgegangene hochmittelalterliche Turmhügelburg (Motte) am Südwestrand des Dorfes Oberbrunn, eines Gemeindeteils von Ebensfeld im oberfränkischen Landkreis Lichtenfels in Bayern, Deutschland, am Rande der Mainaue. Über diese Höhenburg ist nur wenig bekannt, sie wird grob als mittelalterlich datiert und entstand wohl während des Hochmittelalters. Die 1268 erstmals erwähnte Anlage gehörte den Grafen von Henneberg, wurde Anfang des 14. Jahrhunderts während des Bauernkrieges sowie im Dreißigjährigen Krieg zerstört und anschließend immer wieder neu erbaut, bis sie durch ein Erdbeben endgültig vernichtet wurde. Erhalten haben sich von der Burg nur noch der Turmhügel mit wenigen Mauerresten und ein Graben. Die Stelle ist als Bodendenkmal Nummer D-4-5931-0026: Mittelalterlicher Turmhügel geschützt.

## Geschichte
Die Burg Liebenburg wurde vermutlich spätestens im 13. Jahrhundert von den Grafen von Henneberg erbaut. Erstmals erwähnt wurde die Anlage im Jahr 1268, als Graf Hermann I. von Henneberg seinen Streit mit dem Bamberger Bischof Berthold von Leiningen wegen der bei Brunn errichteten Burg Liebenburg beilegte. Die Burg wurde Anfang des 14. Jahrhunderts erstmals zerstört und ging nach den Hennebergern in den Besitz des Hochstifts Bamberg über. Laut dem Urbar B des Hochstifts aus dem Jahr 1348 belehnte Bischof Friedrich I. von Hohenlohe mit „Heinricus de Giech residens in Brunne“ das fränkische Adelsgeschlecht der Herren von Giech mit der Burg. Von ihm wurde die Liebenburg wieder aufgebaut. Im Jahr 1525 wurde sie im Zuge des Bauernkrieges durch die Kleukheimer Bauern erneut bis auf den Grund niedergebrannt und anschließend von den Giechern wiedererrichtet. Allerdings wurde sie danach durch Erbstreitigkeiten, den Dreißigjährigen Krieg und letztlich durch ein Erdbeben „gentzlich ruinirt, … das davon nichts als einige zue wiederauferbawung untaugliche … mauren übrig sein“. Die Herren von Giech hatten das Rittergut noch bis zum Jahr 1680 in ihrem Besitz, anschließend fiel Oberbrunn mit der Burgruine an das Hochstift zurück. Die mehrere Jahrhunderte auf der Burg Liebenburg residierenden Herren von Giech hatten bis um die Mitte des 19. Jahrhunderts in der Ortskirche von Oberbrunn ihre Grabmäler, sie befinden sich heute im Schloss Thurnau.
Von der Burgruine wurden im Jahr 1809 die letzten aufgehenden Mauerwerksreste abgebrochen, nach dem Zweiten Weltkrieg brachen die Ortsbewohner selbst die Reste der Mauerfundamente zum Hausbau heraus.
Im Bereich der früheren Burg kamen Keramik- und Metallfunde des Spätmittelalters sowie der frühen Neuzeit zum Vorschein. 1962 wurden neun Bolzenspitzen, eine Axt, ein eiserner Schlüssel und ein Sieblöffel entdeckt, Mitte der 90er Jahre ein vergoldeter Griffknauf, ein Radsporn sowie Gesimskacheln.
Heute befindet sich der Burgstall auf privatem Gelände und ist stark verwachsen.

## Beschreibung
Die Burgstelle liegt auf dem westlichen Hochufer des Maintales, auf einer nach Nordnordosten gerichteten Bergnase, die durch das Tal des Mains im Osten und einem kleinen Nebental, das vom Dorfgraben durchflossen wird, im Norden und Westen begrenzt wird. Nach Süden schließt sich die Jura-Hochfläche an. Von der ehemaligen Turmhügelburg hat sich nur der vormals wohl runde Turmhügel erhalten, er befindet sich an der Spitze der Bergnase, und ist in seiner oberen Hälfte künstlich aufgeschüttet. Der steil abgeböschte Hügel hat noch eine Höhe von bis zu 7,5 und einen Durchmesser von rund 30 Metern auf seiner Oberfläche. An seiner Südwest- und  Nordwestseite ist der Turmhügel gut erhalten, im Nordosten sowie im Südosten ist er durch Steinbrüche stark zerstört. Auf der durch Steinentnahme stark durchwühlten Oberfläche des Hügels hat sich im Nordbereich der Fundamentrest eines runden Gebäudes, wohl eines Turmes, aus glatt behauenen Quadersteinen mit einem Innendurchmesser von 3,5 Metern erhalten, außerdem an der nordöstlichen Abbruchkante Teile einer gemauerten, einen Meter starken Mauer sowie die Reste eines Kellereingangs mit Gewölbe.
Der Turmhügel ist im Südwesten durch einen Abschnittsgraben gesichert, der oben noch rund 20 Meter breit ist. Ihm ist ein im Vergleich zum Turmhügel etwa gleich großes, halbkreisförmiges Plateau vorgelagert, dessen Nordwest- und Südostseite steil in die Täler abfallen, im Nordosten war es durch den Graben vom Kernhügel getrennt und im Südwesten durch eine bis zu 1,2 Meter tief abfallende steile Böschung begrenzt. Vor dieser Böschung befindet sich ein zweiter Graben, der sich hangaufwärts verflacht und ausläuft. Dieser Bereich wurde über längere Zeit landwirtschaftlich genutzt, so dass mögliche Baureste zerstört wurden. Es wird sich dabei wohl um eine Vorburg oder einen Wirtschaftshof der Burg gehandelt haben und dürfte erst nach der Errichtung des Turmhügels entstanden sein.